# Thecla aetolus
Thecla aetolus är en fjärilsart som beskrevs av Sulzer 1776. Thecla aetolus ingår i släktet Thecla och familjen juvelvingar. Inga underarter finns listade i Catalogue of Life.